# Norair Sisakian

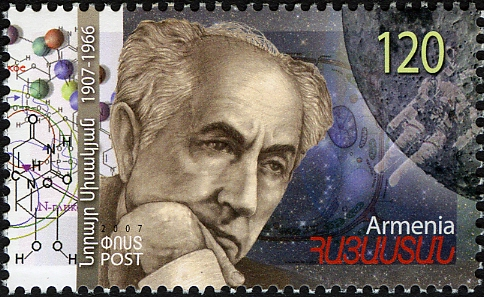
Norair Sisakian

Norair Martirosovich Sisakian (Sissakian) (en ruso: Норайр Мартиросович Сисакян, 12 de enero de 1907, Ashtarak - 12 de marzo de 1966, Moscú) fue un bioquímico y académico armenio, uno de los fundadores de la astrobiología.

## Semblanza
Sisakian estudió en la Universidad Estatal de Ereván y en la Academia Agrícola de Moscú en 1932. Desde 1935 trabajó en el Instituto Moscovita de Bioquímica. Además fue profesor de la Universidad Estatal de Moscú. Durante su vida Sisakian creó catorce laboratorios y el centro Puschin de la Academia rusa de las Ciencias. Es célebre por su concepción de los cloroplastos como estructuras celulares poli funcionales. Contribuyó constantemente en el programa espacial de la URSS.
Su hijo, Alexei Sisakian, es un renombrado físico, académico de la Academia Rusa de las Ciencias y de la Academia Armenia de Ciencias, vicepresidente de la Universidad Internacional de Dubna, director del Instituto Conjunto de Investigación Nuclear en Dubna, Rusia.

## Reconocimientos
- Miembro del Movimiento Pugwash de científicos por la paz.
- Miembro de la Academia de Ciencias de la URSS, y de la Academia Armenia de Ciencias.
- Vicepresidente de la Academia Internacional de Astronáutica.
- Recibió el Premio Stalin en 1952.
- En 1964 fue unánimemente electo Presidente de la XXI sesión de la Conferencia General de la Unesco.

## Eponimia
- El cráter lunar Sisakyan[4] de la cara oculta de la Luna fue nombrado en su honor.[5]
- Un museo dedicado a Sisakian fue abierto en su ciudad natal Ashtarak, en Armenia.[6] S

## Libros
- (en ruso) Norair Martirosovich Sisakian, Moscú, 1967 (Series en Bioquímica)